# Kuća Bibić u Hvaru
Kuća Bibić u gradiću Hvaru, Kroz Burak, zaštićeno kulturno dobro.

## Opis dobra
Gotičko-renesansna jednokatnica sagrađena u XV. stoljeću u Burgu. Smještena je na južnom obodu bloka te je južnim pročeljem otvorena prema ulici, dok su ostala pročelja zatvorena u bloku. Tlocrt kuće je u obliku izduženog pravokutnika, zaključena je dvovodnim krovom. Na južnom pročelja nalazi se jedna od rijetkih renesansnih monofora ukrašena kanelurama.

## Zaštita
Pod oznakom RST-0916-1976. zaveden je kao nepokretno kulturno dobro - pojedinačno, pravna statusa zaštićena kulturnog dobra, klasificirano kao "stambene građevine".